# Elizabeth Kenny
Elizabeth Kenny (Warialda, 20 de setembro de 1880 - Toowoomba, 30 de novembro de 1952) foi uma enfermeira australiana autodidata, que desenvolveu uma abordagem para o tratamento da poliomielite que era controversa na época. Seu método, promovido internacionalmente enquanto trabalhava na Austrália, Europa e Estados Unidos, diferia do convencional de colocar os membros afetados em gesso. Em vez disso, ela aplicou compressas quentes, seguidas de movimento passivo das áreas para reduzir o que ela chamou de "espasmo". Seus princípios de reabilitação muscular tornaram-se a base da fisioterapia nesses casos.

## Primeiros anos
Kenny nasceu em Warialda, Nova Gales do Sul, em 20 de setembro de 1880, filha da australiana Mary Kenny, nascida Moore, e Michael Kenny, um fazendeiro irlandês. Ela foi chamada de Lisa por sua família e educada em casa por sua mãe antes de frequentar escolas em Guyra, Nova Gales do Sul, e Nobby, Queensland. Aos 17 anos, ela quebrou o pulso ao cair de um cavalo. Seu pai a levou para uma consulta com Aeneas McDonnell, um médico em Toowoomba, onde permaneceu durante sua convalescença. Enquanto estava lá, Kenny estudou os livros de anatomia de McDonnell e o esqueleto do modelo. Isso deu início a uma associação vitalícia com McDonnell, que se tornou seu mentor e conselheiro. Kenny confirmou mais tarde que ficou interessada em como os músculos funcionavam enquanto convalescia de seu acidente. Em vez de usar um modelo de esqueleto, disponível apenas para estudantes de medicina, ela fez o seu próprio. Após seu tempo com McDonnell, Kenny foi certificada pelo Secretário de Instrução pública como professora de instrução religiosa e ensinou na Escola Dominical em Rockfield. Tendo se tornado uma pianista autodidata, ela se classificou como uma "professora de música" e o fazia algumas horas por semana.
Em 1907, Kenny voltou para Guyra, Nova Gales do Sul, primeiro morando com sua avó e depois com sua prima Minnie Bell. Ela logo se tornou uma corretora bem-sucedida de vendas agrícolas entre os agricultores de Guyra e os mercados do norte em Brisbane. Depois, ela trabalhou em cozinha na Escócia e em um hospital local para parteiras, tendo recebido uma carta de recomendação do Dr. Harris. Com algumas economias de seu trabalho de corretora, ela pagou uma costureira local para fazer um uniforme de enfermeira. Com isso e as observações que fizera na Escócia e sob a orientação do Dr. Harris, ela voltou a Nobby para oferecer seus serviços como enfermeira de Bush. Até então ela era conhecida como enfermeira Kenny, ganhando o título de Irmã enquanto cuidava de navios de carga que transportavam soldados de e para a Austrália e Inglaterra durante a Primeira Guerra Mundial. Na Grã-Bretanha e países da Commonwealth, "Irmã" como título de cortesia se aplica não apenas a membros de uma ordem religiosa, mas a uma enfermeira mais altamente qualificada, um grau abaixo de "Matrona".